# Ion Jardan
Ion Jardan est un footballeur international moldave né le 10 janvier 1990 à Ungheni en Moldavie. Il évolue actuellement au poste de latéral droit au Sheriff Tiraspol.

## Carrière

### En club
Ion Jardan commence sa carrière professionnelle en 2007 avec l'Olimp Ungheni en Divizia A. En 2008, il est recruté par le Rapid Ghidighici et découvre ainsi la Divizia Naţională. En 2013, il s'engage en faveur de l'Arsenal Kiev mais ne dispute aucun match avec le club ukrainien. En février 2014, il est transféré au Zimbru Chișinău.

### En sélection
Le 14 juin 2013, Jardan honore sa première sélection en équipe de Moldavie lors d'un match amical contre le Kirghizistan (victoire 2-1). Il totalise dix-sept sélections.

## Palmarès
- Vainqueur de la Coupe de Moldavie et la Supercoupe de Moldavie en 2014 avec le Zimbru Chișinău.
- Champion de Moldavie et vainqueur de la Coupe de Moldavie en 2017 avec le Sheriff Tiraspol.